# Wilhelm Wolff Beer
Wilhelm Wolff Beer, nemški poslovnež in ljubiteljski astronom, * 4. januar 1797, Berlin, Nemčija, † 27. marec 1850, Berlin.

## Življenje in delo
Beer se je rodil v judovski družini staršema očetu Herzu Beeru in materi Amalie Beer. Po poklicu je bil bankir. Eden od njegovih bratov je bil skladatelj, ki je skladal pod psevnonimom Giacomo Meyerbeer.
Beerov konjiček pa je bila astronomija. Zgradil je observatorij in s pomočjo prijatelja astronoma Mädlerja 8 let zelo natančno opazoval značilne oblike na Lunini površini ter izmeril višine 1000 gora na Galilejev način. V letih 1830 in 1837 sta skupaj objavila svoje velike zemljevide Lune, ki so omogočili, da so na novo izdelali topografijo Lunine površine. Zemljevid Lune, objavljen leta 1836 je bil rezultat 600 noči pazljivih opazovanj. Imel je premer 1 m in je bil vse kaj drugega kot Ricciolijev izpred 200 let. V vseh 8 letih se ni spremenila niti ena črta na Lunini površini, kar je bil dramatičen dokaz, da je bila Luna, vsaj v glavnem, mrtev in negiben svet. Njuna karta je dodala še 140 novih imen h karti, ki jo je pred njima leta 1791 objavil Schröter. V svoji razpravi o karti Lune je Beer razpravljal o koristnosti observatorija na Luni, kar se danes zdi dosegljivo.
Leta 1830 je začel kartirati Mars in je prvi naredil jasno sliko svetlejših in temnejših predelov. Na njegovi karti ni bilo sledu o kanalih, ki so po zaslugi Schiaparellija povzročili tolikšno razburjenje pol stoletja kasneje.

## Priznanja
Poimenovanja
Po njem se imenujeta kraterja na Luini (Beer) in Marsu (Beer), ter asteroid glavnega pasu 1896 Beer.